# Genealogisches Handbuch der baltischen Ritterschaften
Le Genealogisches Handbuch der baltischen Ritterschaften est un ouvrage généalogique de référence. Il contient des informations sur les personnes nobles qui sont ou étaient inscrites dans l'une des chevaleries baltes.

## Premier série de 1929
Dans la période de 1929 à 1939, plusieurs volumes sont publiés sous le nom de Genealogisches Handbuch der baltischen Ritterschaften par la maison d'édition pour la recherche sur les clans et l'héraldique CA Starke à Görlitz. En termes de contenu, il y a une structure selon les chevaleries individuelles.
Les éditeurs signalent les insuffisances de leurs sources et sollicitent l'aide des lecteurs, également par l'envoi de documents originaux.

### Partie Livonie
La partie de la Livonie, également Genealogisches Handbuch der livländischen Ritterschaft, est publiée par l'Association de la noblesse de sang livonienne et éditée par Astaf von Transehe-Roseneck (de).
- Volume 1 : 1 à 9 1929
  - Aderkas (de), Akerman (de), Anrep, Blanckenhagen, Bock a.d.H. Lachmes, Boltho von Hohenbach, Brackel (de), Brasch (de), Bruemmer, Campenhausen (de), Ceumern (de), Dehn, Engelhardt, Fölkersahm (de), Frehmann a.d.H. Nursie (de), Freytag von Loringhoven (de), Glasenapp, Grote (de), Jarmersted, Klot a.d.H. Heydenfeld (de), Koskull (de), Krüdener und Krüdener-Struve (de), Lilienfeld und Lilienfeld-Toal (de), Löwis of Menar (de), Maydell (de), Meyendorff (Uexküll), Mellin, Mensenkampff (de), zur Mühlen, Nolcken (de), Oettingen (de), O'Rourke (de), Pahlen, Richter, Rohland, Roth, Rücker, Samson-Himmelstjerna, Sivers (de), Staël von Holstein, Strandmann (de), Stryk (de), Tideböhl, Ulrichen, Vegesack, Vietinghoff und Vietinghoff-Scheel, Völkersahm (de), Wahl, Wolff (de), Wulf, Zeddelmann (de)
- Tome 2 : 1 à 4
- Volume 3: 1–7 1929

### Partie Estonie
La partie de l'Estonie, également Genealogisches Handbuch der estländischen Ritterschaft paraît au nom de la noblesse estonienne, éditée par OM von Stackelberg (de). Il est également appelé volume Estonie et ses subdivisions parties
Selon l'avant-propos, la présentation des lignées est à chaque fois divisée en deux parties : La première partie traite de l'origine, de l'immigration, des armoiries et de la noblesse, la seconde partie contient les généalogies à partir de 1800 environ. La répartition entre les trois volumes est présentée dans le "Répertoire des familles appartenant à la chevalerie estonienne". Cette répartition n'est pas purement alphabétique.
- Volume 1 et 2: 1930
  - Volume I: 9 Lieferungen, pages I - XVI und 1 - 728
    - Bremen (de), Budberg (de), Buxhoeveden, Clodt von Jürgensburg, Derfelden (de), Engelhardt, Essen, Fersen, Hastfer (de), Howen (de), Kursell, Maydell (de), Wolfframsdorff (de), Pahlen, Patkul (de), Rehbinder, Rosen, Saltza (Salza) (de), Scharenberg (de), Schulmann (de), Stackelberg, Staël von Holstein, Taube, Tiesenhausen, Toll, Ungern-Sternberg, Üxküll, Üxküll-Gyllenband, Meyendorff a.d.H. Üxküll, Vietinghoff, Wrangell, Engdes (de), Löwenwolde (de), Zoege von Manteuffel, Manteuffel, Aderkas (de), Albedyll (de), Bellingshausen, Berg, Bock a.d.H. Suddenbach (de), Dücker (de), Ermes (de), Koskull (de), Lode (de), Löwen (de), Mellin, Paykull (de), Plater, von dem Broel gen., Schlippenbach (de), Stryk (de)

  - Volume II
    - Lfg. 1
    - Baggehufwudt, Baranoff (de), Bistram (de), Fock, Gruenewaldt, Helffreich (de), Igelstrom, Kaulbars, Knorring, Krusenstiern (Krusenstjerna), Lilienfeld (de), Löwenstern (de), Löwis of Menar (de), Mohrenschildt (de), Nasackin (de), Nieroth (de), Pilar von Pilchau, Ramm, Rosen, Rosenbach, Staal, Stenbock, Straelborn, Wetter-Rosenthal, Wrede, Bock a.d.H. Lachmes, Brandt a.d.H. Pühajöggi, Broemsen (de), Fischbach, Gersdorff, Grahmann, Graß a.d.H. Wittenpöwel, Grotenhielm (de), Klick, Klugen, Köhler (de), Lantingshausen, Löschern v. Herzfeld, Müller a.d.H. Kunda (de), Nolcken (de), Pistohlkors, Pohlmann, Pröbsting, Raß, Richter, Ritter (de), Ruden, Schwengelm, Silberarm, Ulrich a.d.H. Bremenhof Ruil, Wachtmeister, Wangersheim, Wartmann, Waßmann, Wolffeldt
- Volume 3: 1930
  -     - Antropoff, Arnold, Barlöwen, Baer Edle von Huthorn (de), Baumgarten, Behr, Benckendorff, Bodisco (de), Brevern, Bunge (de), Clapier de Colongue (de), Cube (de), Dehn, Dellingshausen, Delwig (de), Gernet, Girard de Soucanton (de), Hagemeister (de), Harpe (de), Hoyningen (Hoiningen) gen. Huene, Hunnius, Keller (de), Keyserling, Korff, Kotzebue, Krause, Lueder (de), Middendorff (de), Zur Mühlen, Mühlendahl (de), Neff, Nottbeck, Peetz, Rausch von Traubenberg, Rehren (de), Rennenkampff, Renteln (de), Samson-Himmelstjerna, Schilling, Steinheil, Schonert, Schubert, Schwebs, Seidlitz a.d.H. Söttküll, Schwebs, Pröbsting, Seidlitz a.d.H. Waetz, Wahl, Weiß, Wendrich, Weymarn (de), Wistinghausen, Wolkonski, Urpshofen

### Partie Courlande
La partie de la Courlande, également Genealogisches Handbuch der kurländischen Ritterschaft, est publiée par l'Association de la noblesse de sang courlandaise, éditée par le directeur des archives Oskar Stavenhagen (de), Wedig Baron von der Osten-Sacken et Heinrich von zur Mühlen (de).
- Tome 1
  - Lfg. 1 Ascheberg u. Ascheberg-Kettler, Bagge af Boo (de), Bienemann von Bienenstamm (de), Brüggen (de), Drachenfels (de), Fircks (de)
  - Lfg. 2 Fircks, Grandidier, Holtey (de), Hoerner, Meerscheidt gen. Hüllessem (de), Keyserlingk, Przezdziecki, Recke
  - Lfg. 3 Recke, Reibnitz, Seefeld, Simolin, Stackelberg, Witten, Brevern, Bönninghausen gen. Budberg (de) - Engelhardt
  - Lfg. 4 Engelhardt, Fölkersam (de), Freytag genannt Löringhoff (de), Funck, Gohr (de), Haaren, Howen (de)
  - Lfg. 5 Howen, Komorowski (de), Koskull (de), Kutaissow, Manteuffel gen. Szöge
  - Lfg. 6 Klüchtzner (de), Lysander, Nolcken (de), Nolde, Oelsen (de), Schlippenbach (de)
  - Lfg. 7 Schlippenbach, Arseniew (de), Bistram (de), Boetticher (de), Maydell (de), Mirbach
  - Lfg. 8 Mirbach, Hoyningen gen. Huehne, Pahlen, Saß (de)
- Tome 2
  - Lfg. 9 Bach, Derschau (de), Landsberg (de), Orgies, gen. Rutenberg (de), Rennenkampff, Rahden
  - Lfg. 10 Rahden, Kleist, Behr
  - Lfg. 11 Behr, Hahn (de), Balugjansky (de)
  - Lfg. 12 Wassiltschikow, Buchholtz (de), Ropp (de)

### Partie Oesel
La partie de l'Œsel, également Genealogisches Handbuch der Oeselschen Ritterschaft, est éditée par Nicolai von Essen (de).
- Aderkas, Berg a.d.H. Carmel, Clausholm u. Müllershof, Bradke, Buhrmeister, Buxhoeveden, Cube, Ditmar, Eck (Ekesparre), Freytagh-Loringhoven, Güldenstubbe, Hahn, Harten, Heller, Hoyningen-Huene, Lingen, Moeller, zur Mühlen, Nolcken, Osten-Sacken, Peetz, Poll, Rehekampff, Rehren, Rennenkampff, Saß, Schmidt, Sengbusch, Stackelberg, Toll, Tunzelmann (Tunzelmann, Edle v. Adlerflug), Vietinghoff, Wardenburg, Weymarn (Barclay de Tolly-Weymarn), Wolff.

### Années 1960
Dans les années 1960, deux parties sur la Livonie sont publiées par CA Starke :
- 1963 Tl. Livland. / Personenregister. / Tome 1, 107 pages[7]
- 1961 Tl. Livland. / Personenregister. / Tome 2, 94 pages[8]

## Nouvelle série de 2011
Depuis 2011, dans la continuité de la première série, un Genealogisches Handbuch der Baltischen Ritterschaften (Neue Folge) (de) est publié chaque année par l'Association des chevaliers baltes (de). La nouvelle série n'est pas structurée selon les quatre chevaleries ni selon les états (comtes, barons et maisons nobles).